# Дени ДеКисер
Данијел Кристофер ДеКисер (енгл. Daniel Christopher DeKeyser — Детроит, 7. март 1990) професионални је амерички хокејаш на леду који игра на позицијама одбрамбеног играча.
Члан је сениорске репрезентације Сједињених Држава за коју је на међународној сцени дебитовао на светском првенству 2014. године.
Пре почетка професионалне каријере 2013. ДеКисер је три сезоне играо у колеџ лиги за екипу Универзитета Западни Мичиген. Иако није учествовао на НХЛ драфту у марту 2013. потписао је први професионални уговор у каријери са екипом Детроит ред вингса. Недељу дана касније дебитовао је у НХЛ лиги. Како екипа Ред вингса у сезони 2012/13. није успела да се пласира у плеј-оф ДеКисер је до краја те сезоне у плејофу играо за филијалу Детроита Гранд Рапид грифонсе у АХЛ лиги.
ДеКисер је 26. јула 2016. потписао нови шестогодишњи уговор са Ред вингсима вредан 30 милиона америчких долара.